# Banditismo
Il banditismo è un fenomeno criminale e delinquenziale che può presentare risvolti sociopolitici.

## Storia
Il banditismo è stato un fenomeno sociale presente fin dalla storia antica, tanto che la sua storia è intrecciata con la proprietà privata. Di questo fenomeno si trovano attestazioni nell'antico Testamento, che in diversi passi, in particolare Dieci comandamenti,  l'ammonimento "non rubare".
Nell'Italia novecentesca, tale fenomeno fu presente soprattutto nelle regioni meridionali e insulari come la Calabria con Giuseppe Musolino, la Sicilia con Salvatore Giuliano e la Sardegna con Graziano Mesina e Matteo Boe. Per quanto invece riguarda la Corsica, i principali esponenti sono stati Giuseppo Antonmarchi, Joseph Bartoli, Nonce Louis Romanetti, Théodore Poli e André Spada.

## Caratteristiche
Il bandito agisce spesso ai margini della società, nell'ombra oppure in luoghi isolati. Tale caratteristica ha trovato riscontro in romanzi ed opere letterarie in cui la figura del bandito assume tratti eroici o romantici. I banditi si impossessano di proprietà altrui, ricorrendo a minacce e/o violenza: agiscono spesso in bande, composte perlopiù da individui giovani e di sesso maschile, in quanto più facili da manovrare.

## Banditi e gruppi famosi
Tra i banditi che hanno ispirato leggende, si ricordano: Robin Hood, i pistoleri del West e i briganti dell'Italia meridionale Luigi Alonzi e Carmine Crocco (attivi durante il Risorgimento e nei primi decenni del Regno). Gruppi famosi sono invece Raubritter, Aiduchi, Uscocchi, armatoli e cangaceiros. In Veneto si ricordano le imprese banditesche di Giuseppe Bedin, il "Robin Hood di Monselice", attivo negli anni '30 con la sua terribile banda operativa nell'Italia settentrionale. Fu ucciso nel 1939 in un conflitto a fuoco con la forza pubblica a Casoni di Mussolente (VI).